# Невис

Флаг острова Невис

Невис (англ. Nevis [ˈniːvɪs]) — остров в группе Северных Подветренных островов в Карибском море. Является частью государства Сент-Китс и Невис с правом выхода из его состава. Площадь 93 кв. км. Карибы называли остров «Уали» (земля прекрасных приливов и отливов), а ранние британские поселенцы дали ему название «Дульцина» (сладкий остров). Название «Невис» происходит от исп. Nuestra Señora de las Nieves — Дева Мария Снежная, впервые оно появилось на картах в XVI веке. Здесь родился Александр Гамильтон. Столица острова — Чарлстаун.

## Этимология
В 1498 году Христофор Колумб дал острову имя Сан Мартин. Однако из-за путаницы с многочисленными и плохо нанесенными на карты островами группы Наветренных островов это название в конечном итоге перешло к другому острову — Сен-Мартен.
Современное название «Невис» является англизированным и сокращённым вариантом исп. Nuestra Señora de las Nieves — Дева Мария Снежная. Неизвестно, кто именовал остров в честь климатической аномалии, случившейся в 4 веке в Риме, которую в католической церкви считают чудом, когда на Эсквилине выпал снег. Возможно, белые облака, постоянно закрывающие пик вулкана напомнили кому-то об этой необычной истории.
Вплоть до заключения Мадридского договора в 1670 году Невис был объектом притязаний Испании, несмотря на отсутствие испанских поселений на острове. Записи показывают, что испанцы взяли в рабство большое количество коренных жителей Невиса и отправили их на ловлю жемчуга в Венесуэлу. Возможно, первые европейские поселенцы встретили на Невисе так мало карибов, потому что основная масса населения была поймана испанцами и вывезена в качестве рабов.

## История

### Аборигены
Впервые Колумб посетил Невис в 1493 году. К тому времени на острове в течение 200 лет жили индейцы. Коренные жители Невиса принадлежали к этническим группам Подветренных островов, которых в просторечье называли араваками и карибами, представлявшим сложный комплекс этнических групп со схожими культурой и языком. Согласно одной из гипотез Колумб позаимствовал название «карибы» у народа таино с острова Гаити. Сами аборигены называли себя иначе. «Карибскими индейцами» стали называть всех местных жителей, занимавшихся ритуальным каннибализмом, который заключался в поедании частей тела поверженных врагов.
Индейцы называли свой остров Уали (земля прекрасных приливов и отливов). По структуре их язык лингвистически признан языком араваков.

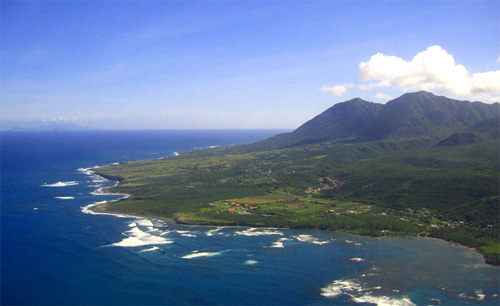
Восточное побережье острова частично защищено коралловыми рифами

### Колониальная эра
Несмотря на притязания Испании, Невис долгое время был популярным местом остановки английских и датских кораблей на пути к североамериканскому континенту. Капитан Бартоломью Гилберт из Плимута посетил остров в 1603 году и провёл на нем 2 недели, заготовив 20 тонн бакаута, а затем отправился в Виргинию на поиски «потерянной колонии» Роанок, ныне территория Северной Каролины. В 1607 году капитан Джон Смит также останавливался на Невисе на пути в Виргинию. Именно в ходе этого путешествия он основал Джеймстаун, первое поселение европейцев в Новом Свете.

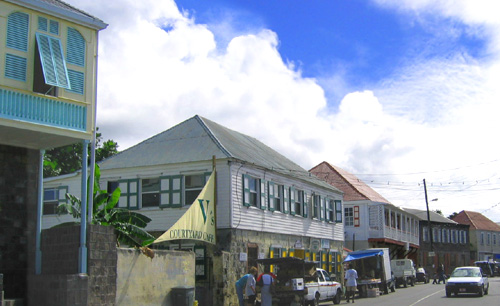
Чарлстаун, главная улица

20 августа 1620 года король Англии Яков I утвердил суверенитет Невиса и выдал Королевский патент на колонизацию графу Карлайлу. Однако фактически европейское поселение образовалось не ранее 1628 года, когда Энтони Хилтон перебрался на остров с соседнего Сент-Китса, узнав о заговоре убийц. За ним последовало несколько человек, к которым вскоре прибавилось 100 поселенцев из Лондона, изначально планировавших осесть на Барбуде. Хилтон стал первым губернатором Невиса. После Мадридского договора (1670) между Испанией и Англией Невис стал резиденцией британской колонии, здесь также расположился Адмиралтейский суд. Между 1675 и 1730 годами остров стал центром работорговли на Подветренных островах, примерно с 6000—7000 невольников из Западной Африки, проходили через него по пути на другие острова каждый год. Королевская Африканская компания все свои корабли приобрела через Невис. Перепись 1678 года показала что 22 % населения острова составляла ирландская община, члены которой жили либо как вольные граждане, либо в услужении.

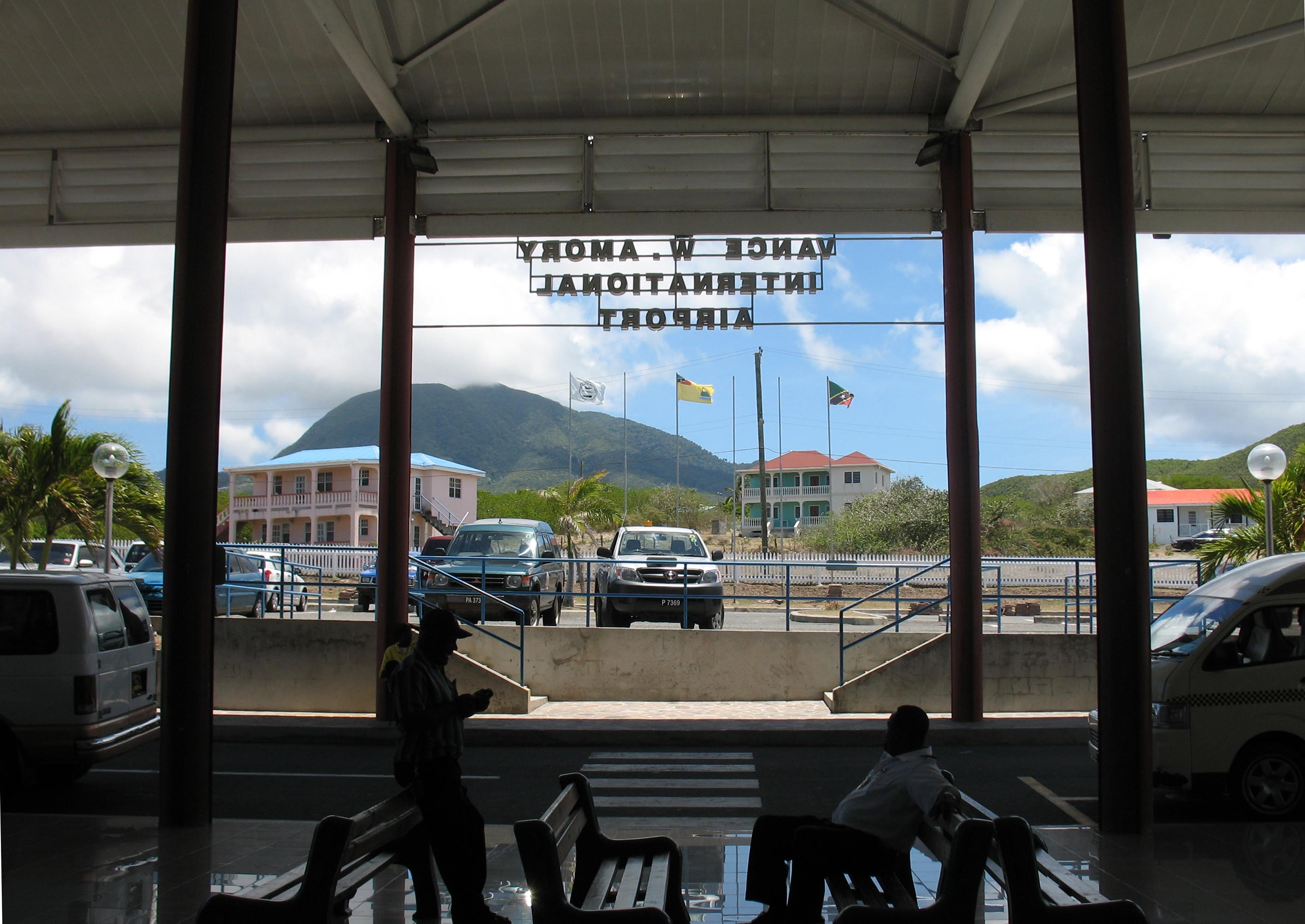
Вид из аэропорта

Благодаря выгодной Треугольной торговле и высокому качеству местного сахарного тростника остров быстро стал источником богатства для Великобритании и рабовладельческой британской «плантократии». Когда в 1671 году Подветренные острова отделились от Барбадоса, Невис стал резиденцией колонии Подветренных островов и получил прозвище «Королева Карибов». Он оставался колониальной столицей вплоть до 1698 года, когда по военным соображениям резиденция была перенесена на Антигуа. За этот период Невис стал богатейшим среди Подветренных Британских островов. По производству сахара в конце 16 века остров превосходил более крупные острова, такие как Ямайка. Богатство плантаторов Невиса становится очевидным из налоговых отчетов, хранящихся в Списке госбумаг в Британском Колониальном офисе общественных записей (англ. Calendar State Papers in the British Colonial Office Public Records), где была зафиксирована сумма налогов, собранная на Подветренных островах. Сумма, записанная за 1676 год как «главный налог на рабов» и зачисляемая в сахаре, составила на Невисе 384 600 фунтов, на Антигуа и Сент-Китсе по 67 000 фунтов, 62 500 в Монтсеррате, и 5500 фунтов в общей сложности на пяти других островах. Прибыль от производства сахара на Невисе увеличивалась благодаря тому, что сок местного сахарного тростника давал необычайно большое количество сахара. Галлон (3,79 л) тростникового сока из Невиса давал 24 унции (0,71 кг) сахара, в то время как галлона из Сент-Китса давал лишь 16 унций (0,47 кг). 20 % от общего объема производства сахара Британской империи в 1700 году было получено с плантаций на Невисе. Ко времени Американской революции экспорт из колоний Вест-Индии, подобных Невису, стоил больше, чем совокупный экспорт из всех материковых Тринадцати Колоний Северной Америки.
Порабощенные семейства обеспечили рабочую силу, необходимую для работы на сахарных плантациях. После 1650-х годов поток белых наёмников стали уменьшаться из-за роста заработной платы в Англии и снижения мотивации для переезда в колонии. К концу 17-го века население Невиса состояло из небольшой богатой плантаторской элиты, обладающей властью, немногочисленных белых бедняков, подавляющего количества потомков африканских рабов, и неизвестное числа маронов, беглых рабов, живущих в горах. В 1780 году 90 % из 10 000 населения Невиса было чернокожим. Некоторые мароны вступили в союз с немного оставшимися на Невисе карибами и сформировали движение сопротивления. Память о борьбе маронов с плантаторской системой сохранилась в географических названиях, таких как Maroon Hill, ранний центр сопротивления.
Большое богатство, порождаемое колониями Вест-Индии, привело к войне между Испанией, Великобританией и Францией. Для защиты кораблей в водах Невиса британская корона наняла трёх каперов (Уильям Кидд был одним из них).
В течение 17-го века французы, базирующиеся на Сент-Китсе, совершили много нападений на Невис, иногда при содействии аборигенов острова, которые в 1667 году отправили им в поддержку большой флот каноэ. В том же году англичане отбили атаку франко-голландского флота. Судя по письмам и прочим запискам, англичане на Невисе боялись и ненавидели местных индейцев. В 1674 и 1683 годах они участвовали в нападениях на деревни карибов на Доминике и Сент-Винсенте несмотря на отсутствие официального одобрения подобных действий со стороны Короны.
Чтобы защититься от нападений карибов, англичане построили на Невисе крепость Форт Чарльз и ряд фортификационных сооружений.

### Освобождение
В 1706 году Пьер Лемуан д’Ибервиль, один из французских основателей Луизианы в Северной Америке, в ходе военной экспедиции, целью которой был захват Барбадоса и Ямайки, во главе 12 военных французских судов и двух десятков буканьерских кораблей атаковал англичан на Невисе. Силы были неравны, английская милиция бежала. Некоторые плантаторы подожгли свои поместья, чтобы они не достались врагу. Рабы взялись за оружие и, защищая свои семьи, удерживали французов от высадки в бухте. Французы предложили пиратам захватить столько рабов, сколько они смогут увезти, чтобы продать на невольничьем рынке на Мартинике. Во время сражения было захвачено в плен и вывезено с острова 3400 рабов, однако 1000 невольников, плохо вооружённых и неподготовленных, удерживали французские войска в течение 18 дней с момента нападения до прихода помощи. Среди вывезенных с Невиса рабов 6 человек попали в Луизиану, это были первые африканцы в колонии. Вторжение нанесло большой урон сахарным плантациям на острове. В эти тяжёлые времена плантаторы в своё отсутствие позволили семействам невольников возделывать небольшие участки земли, чтобы предотвратить голод. Между 1776—1783 во время Американской революции снабжение Невиса продовольствием прекратилось, в результате 300—400 человек умерли от голода.

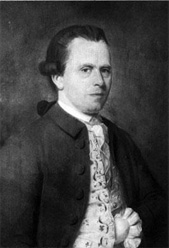
Рабовладелец и плантатор Джон Пинни (1740—1818), владелец плантации Монтреверс

1 августа 1834 года Британская империя отменила рабство. На Невисе было освобождено 8 815 рабов. В первый понедельник августа на Невисе отмечают День освобождения, который является частью ежегодного фестиваля Культуры Невиса.
После отмены рабства последовал четырёхлетний период обучения бывших невольников ремеслу. Несмотря на дальнейшее использование рабочей силы, Британское Правительство выплатило рабовладельцам Невиса компенсацию за утрату имущества в размере £150,000, тогда как освобождённые рабы ничего не получили за 200 лет невольничьего труда. Одно из самых богатых семейств плантаторов Невиса Пинни с плантации Монтреверс, потребовало £ 36 396 (на сумму, близкую к нынешним 1 800 000 £) в качестве компенсации за рабов на семейных плантациях в Карибском бассейне.
Из-за снижения рентабельности выращивания сахарного тростника и отъезда многих плантаторов, а также последовавшего за нападением французов распределения участков, многие жители Невиса к моменту отмены рабства уже были собственниками или контролировали наделы земли. Другие обосновались на королевской земле. Раннее развитие общества с большим количеством мелких фермеров-помещиков и предпринимателей создало на Невисе сильный средний класс, по сравнению с Сент-Китсом, где сахарная промышленность сохранилась вплоть до 2006 года. Несмотря на то, что 15 богатых плантаторских семейств элиты более не контролируют пахотные земли, на Сент-Китсе по-прежнему большое количество населения принадлежит к безземельному рабочему классу.

### 1800 годы — наше время
Невис объединился с Сент-Китс и Ангильей в 1882 году, став ассоциированным в Великобританией государством с полной внутренней автономией в 1967 году, хотя в 1971 году Ангилья отделилась. 19 сентября 1983 года было образовано независимое государство «Федерация Сент-Китс и Невис». 10 августа 1998 года был проведён референдум по вопросу выхода острова Невис из состава федерации и образовании на нём независимого государства. «За» проголосовало 62 % избирателей (за 2427, против 1498 голосов), однако решение не было принято, поскольку для положительной резолюции по закону «за» должны проголосовать не менее 2/3 избирателей. До 1967 году местное правительство Сент-Китса управляло также Невисом и Ангильей. У Невиса было два кресла, а у Ангильи одно кресло в правительстве. Развитие экономики и инфраструктуры двух небольших островов не являлось приоритетом для колониального федерального правительства. Когда в 1899 году из-за урагана единственная больница в Чарлстауне была разрушена, средства были выделены не на её восстановление, а на посадку деревьев на площадях Сент-Китса и реконструкцию правительственных зданий.
В течение 5 лет на острове не было никаких медицинских учреждений. В итоге лидеры Невиса инициировали кампанию, угрожая добиваться независимости от Сент-Китса. Британский управляющий Сент-Китса, Чарльз Кокс, оставался непреклонен. Он заявил, что Невис не нуждается в больнице, поскольку за всё это время не было никакого значительного роста смертности. Таким образом, от правительства не требуется никаких действий, к тому же Законодательный совет считает Невис и Ангилью «тормозом развития Сент-Китса и охотно пойдёт разделение». Наконец, письмо с жалобой в Форин-офис метрополии дало результат, и федеральному правительству на Сент-Китсе было приказано принять незамедлительные меры. Законодательному совету потребовалось ещё 5 лет, чтобы рассмотреть этот вопрос. В итоге федеральное правительство решило не восстанавливать старую больницу, а вместо этого преобразовать старый Дом правительства на Невисе в больницу, и назвать её в честь жены короля Эдуарда VII Александры. Большинство средств, выделяемых для больницы, могло быть таким образом потрачено на строительство новой официальной резиденции на Невисе.
Электричество появилось на Невисе в 1954 году, когда на остров доставили 2 генератора, чтобы обеспечить электричеством район вокруг Чарльстауна. В этом отношении Невису повезло больше Ангильи, где вплоть до 1967 года не было ни мощёных дорог, ни электричества, ни телефона. Однако полностью остров был электрифицирован только в 1971 году.
В течение последних 10 лет была принята программа развития инфраструктуры, в которую входят преобразование порта Чарлстаун, строительство нового глубоководного порта, перекладка покрытия и расширение главной дороги острова, строительство новой башни терминала аэропорта и диспетчерской, а также увеличение аэропорта в целом, для которого требуется переселение целой деревни, чтобы освободить место для взлётно-посадочной полосы.
Модернизация классов и школ, а также улучшения в системе образования внесли свой вклад в скачок в успеваемости на острове. У учащихся Невиса, сдающих экзамен Карибского совета по надзору (англ. Caribbean Examinations Council), самый высокий проходной бал среди англоязычного населения Карибских островов.
В 1998 году был проведён референдум по вопросу выхода острова Невис из состава федерации и образовании на нём независимого государства. «За» проголосовало 62 % избирателей, однако решение не было принято, так как для положительного решения по закону «за» должны проголосовать не менее 2/3 избирателей.

## Экономика
Официальной валютой на Невисе является восточнокарибский доллар, имеющий хождение на территории ещё 8 стран в регионе. Европейская комиссия на Барбадосе оценила ВВП Невиса на 10 % выше, чем Сент-Китса.

### История
После нападения д’Ибервиля в 1706 году, сахарная промышленность Невиса оказалась в руинах, часть населения была истреблена. Оставшиеся жители обратились к английскому парламенту с просьбой о кредитах и денежной помощи, чтобы предотвратить голод. Сахарная индустрия на острове полностью так и не оправилась, и во время всеобщей депрессии, которая последовала за потерей Вест-Индией сахарной монополии, для Невиса наступили трудные времена, и остров стал одним из самых бедных в регионе. Он оставался беднее Сент-Китса до 1991 года, когда финансовые показатели Невиса опередили финансовые показатели Сент-Китса впервые со времён французского вторжения.

### Туризм
Основным источником дохода для Невиса сегодня является туризм. За 2003—2004 год остров посетили примерно 40000 туристов. На острове расположены роскошный отель Four Seasons Hotel Resort Nevis, несколько современных курортных отелей и многочисленные небольшие гостиницы. Недавно было утверждено и находятся в процессе разработки масштабное гостиничное строительство на западном побережье.

### Оффшорный бизнес
Внедрение нового законодательства сделало оффшорные финансовые услуги быстро растущим сектором экономики Невиса. Регистрация компаний, международное страхование и перестрахование, а также ряд международных банков, трастовых компаний и фирм по управлению активами придали экономике дополнительный импульс. В 1998 году на Невисе было зарегистрировано 17500 международных банковских компаний. Регистрация и годовая оплата заявок этих организаций в 1999 году составила более 10 % доходов Невиса.
В 2000 году ФАТФ в рамках борьбы с отмыванием денег опубликовала чёрный список из 35 стран, в который включили Сент-Китс и Невис. После внесения изменений в законодательство, государство было удалено из списка в 2002 году.

## Политика
См. также Сент-Китс и Невис
Федерация Сент-Китс и Невис — независимый член Британского содружества с 19 сентября 1983 года. Федерация основана на демократической парламентской системе Британии. Глава государства — король Великобритании, представленный генерал-губернатором.
Остров Невис имеет собственный парламент — Собрание острова Невис. Пять депутатов избираются населением, а три — назначаются. Остров Невис имеет право на выход из состава федерации. На Невисе имеются собственные партии: Движение обеспокоенных граждан, Реформистская партия Невиса и Объединенное национальное движение.

## Административное деление
Невис делится на 5 округов:
1. Сент-Джеймс-Уиндуорд
2. Сент-Джон-Фигтри
3. Сент-Джордж-Джинджерланд
4. Сент-Пол-Чарлстаун
5. Сент-Томас-Лоулен

## География
Находится в трёх километрах южнее острова Сент-Китс и отделён от него проливом Нарроуз, приблизительно в 350 км к юго-востоку от Пуэрто-Рико и в 80 км западнее Антигуа. Остров округлой формы, площадь 93 км². Имеет вулканическое происхождение, образован склонами спящего вулкана Невис (985 м) и его боковыми жерлами (Саддл-Хилл и Харрикейн-Хилл). Окружён коралловыми рифами.

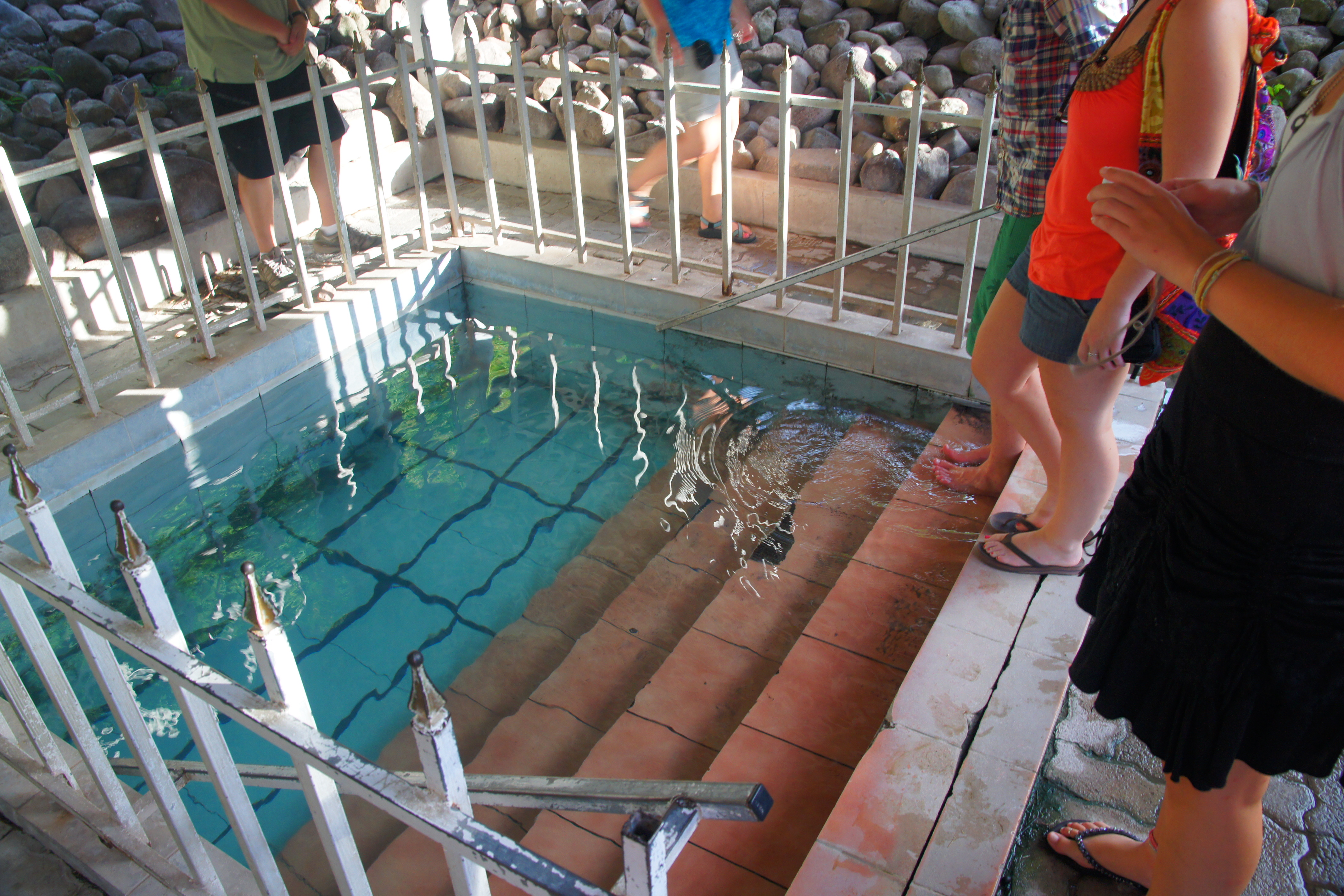
Горячий источник

На западных склонах высятся ряды пальм, образующих настоящий кокосовый лес. Восточные склоны сохранили больше естественных форм местной растительности и по большей части заняты тропическими лесами, кустарниковыми массивами и относительно небольшими сельхозугодиями.
На Невисе есть несколько естественных пресноводных источников, а также есть многочисленные вулканические горячие источники, наиболее известный из которых расположен вблизи деревни Бат к югу от Чарлстауна.

## Население
Население 12 106 человек (2006). Самый большой город, учебный и коммерческий центр на острове — Чарлстаун. Имеются ряд музеев, ботанический сад Невиса. Уровень грамотности составляет 98 %, это самый высокий показатель в Западном полушарии.